# Maisoncelles-du-Maine
Maisoncelles-du-Maine är en kommun i departementet Mayenne i regionen Pays de la Loire i nordvästra Frankrike. Kommunen ligger i kantonen Meslay-du-Maine som tillhör arrondissementet Laval. År 2022 hade Maisoncelles-du-Maine 510 invånare.

## Befolkningsutveckling
Antalet invånare i kommunen Maisoncelles-du-Maine
| Referens: INSEE |